# Gruździe
Gruździe (Zamusz), (lit. Gruzdžiai) – miasteczko na Litwie, położone w okręgu szawelskim i w rejonie szawelskim. Liczy 1747 mieszkańców (2001).

## Historia
W 1636 Krzysztof Gróźdź wystawił tutaj zbór kalwiński, przejęty w latach 1653–1681 przez katolików. Zbór został spalony w 1696 przez katolików. Odbudowany zbór przestał istnieć w 1721. 
Miasto ekonomii szawelskiej w 1682 roku.
Podczas zaborów dobra w Gruździach przejęte zostały przez Naryszkinów. W latach 1918–1940 miasteczko należało do Litwy kowieńskiej. Włączone do ZSRR w latach 1940–1941. Pod okupacją niemiecką 1941–1944, następnie do upadku ZSRR pod panowaniem sowieckim.